# William Grut
William Oscar Guernsey Grut, né le 17 septembre 1914, et mort le 20 novembre 2012, est un athlète suédois pratiquant le pentathlon moderne et le pentathlon d'hiver.

## Biographie
Il remporte la médaille d'argent de la compétition Pentathlon d'hiver, en démonstration des Jeux olympiques d'hiver de 1948.

## Palmarès

### Jeux olympiques d'été
- Champion olympique aux Jeux olympiques de Londres en 1948.